# Prince Jazzbo
Linval Roy Carter, más conocido como Prince Jazzbo (3 de septiembre de 1951-11 de septiembre de 2013), fue un cantante de reggae y dancehall deejay y productor jamaicano.

## Carrera
Nació en Clarendon Parish, Jamaica y creció en Kingston, Linval Roy Carter (quien sería conocido profesionalmente como Prince Jazzbo) comenzó su carrera con los sistemas de sonido, tales como The Whip en Spanish Town. Comenzó a grabar con el sello Studio One de Coxsone Dodd en la década de 1970 bajo el nombre de Prince Jazzbo, y también grabó para Glen Brown y Lee "Scratch" Perry.

## Muerte
Carter murió el 11 de septiembre de 2013, a los 62 años de edad, después de una batalla con el cáncer de pulmón.